# Juan Verzeri
Juan José Verzeri Casas (Montevideo, 20 maggio 1963) è un allenatore di calcio uruguaiano.

## Carriera
Nel 2011 e nel 2013 stato tecnico dell'Uruguay U-20 nel campionato sudamericano e nel campionato mondiale.